# بوبي مردوخ
بوبي مردوخ (بالإنجليزية: Bobby Murdoch)‏ هو لاعب كرة قدم بريطاني في مركز جناح ‏، ولد في 25 يناير 1936، وتوفي في 12 فبراير 2017. لعب مع ستوكبورت كونتي ونادي بارو ونادي ليفربول.